# Kai Whittaker

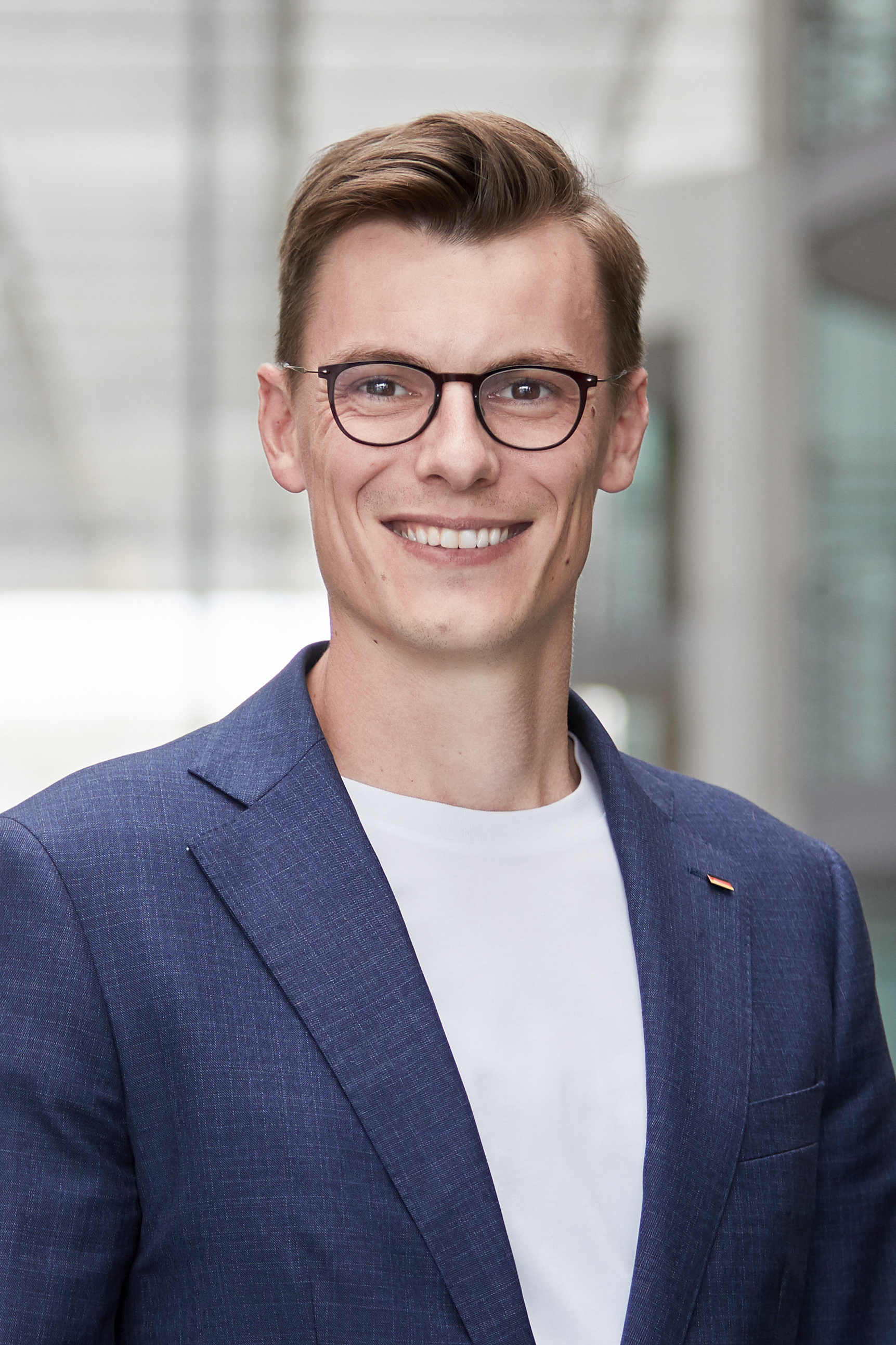
Kai Whittaker (2021)

Kai Thorsten Whittaker [ˈw(ʰ)ɪtˌʔeɪ̯kɐ] (* 10. April 1985 in Baden-Baden) ist ein deutscher Politiker (CDU). Er ist seit 2013 Mitglied des Deutschen Bundestages.

## Herkunft und Leben
Kai Whittakers Vater ist gelernter Schreinermeister und stammt aus dem Vereinigten Königreich. Seine Mutter stammt aus Villingen und ist gelernte Sekretärin. Mit seinen Eltern und seiner jüngeren Schwester wuchs er in Sinzheim-Winden auf. 
2004 bestand er am Markgraf-Ludwig-Gymnasium Baden-Baden sein Abitur. Er schrieb für die lokale Tageszeitung Badisches Tagblatt als freier Journalist. Ein Studium an der University of Bristol in den Fächern Volkswirtschaftslehre und Betriebswirtschaftslehre schloss er 2008 als Bachelor of Science ab. Nach einem Jahr als Assistent der Geschäftsleitung bei der Leoni AG in Roth bei Nürnberg entschied sich Whittaker für einen einjährigen Master of Science in European Political Economy an der London School of Economics and Political Science. Nach erfolgreichem Abschluss arbeitete er von 2011 bis 2013 als Assistent der Geschäftsleitung für die Herrenknecht AG bei Lahr/Schwarzwald.
Whittaker ist evangelisch-lutherischer Konfession und verheiratet.

## Politischer Werdegang

### Partei und Ämter
Im Jahre 1999 trat Whittaker der Jungen Union bei. Von 2001 bis 2010 war er Kreisvorsitzender der Jungen Union Baden-Baden. Außerdem war er in den Jahren 2004 bis 2009 jüngster Stadtrat im Gemeinderat Baden-Baden. Von 2011 bis 2022 war er zunächst stellvertretender Kreisvorsitzender der CDU Baden-Baden und wurde 2022 zum Kreisvorsitzenden gewählt. Seit 2015 gehört er dem Bezirksvorstand der CDU Nordbaden an. Im Jahr 2024 wurde er zudem als Beisitzer in den Bundesvorstand der Christlich-Demokratischen Arbeitnehmerschaft (CDA) Deutschland gewählt und ist seither auch stellvertretender Vorsitzender des CDA-Bezirksverbands Nordbaden.
Whittaker war Co-Vorsitzender des CDU Bundesfachausschusses Soziale Sicherung und Arbeitswelt. Er gilt innerhalb seiner Fraktion als Renten-Experte.
Er unterstützte die „Union der Mitte“, eine informelle Gruppierung des liberalen Flügels der CDU, die sich nach der Bundestagswahl 2017 gebildet hatte.

### Abgeordnetentätigkeit

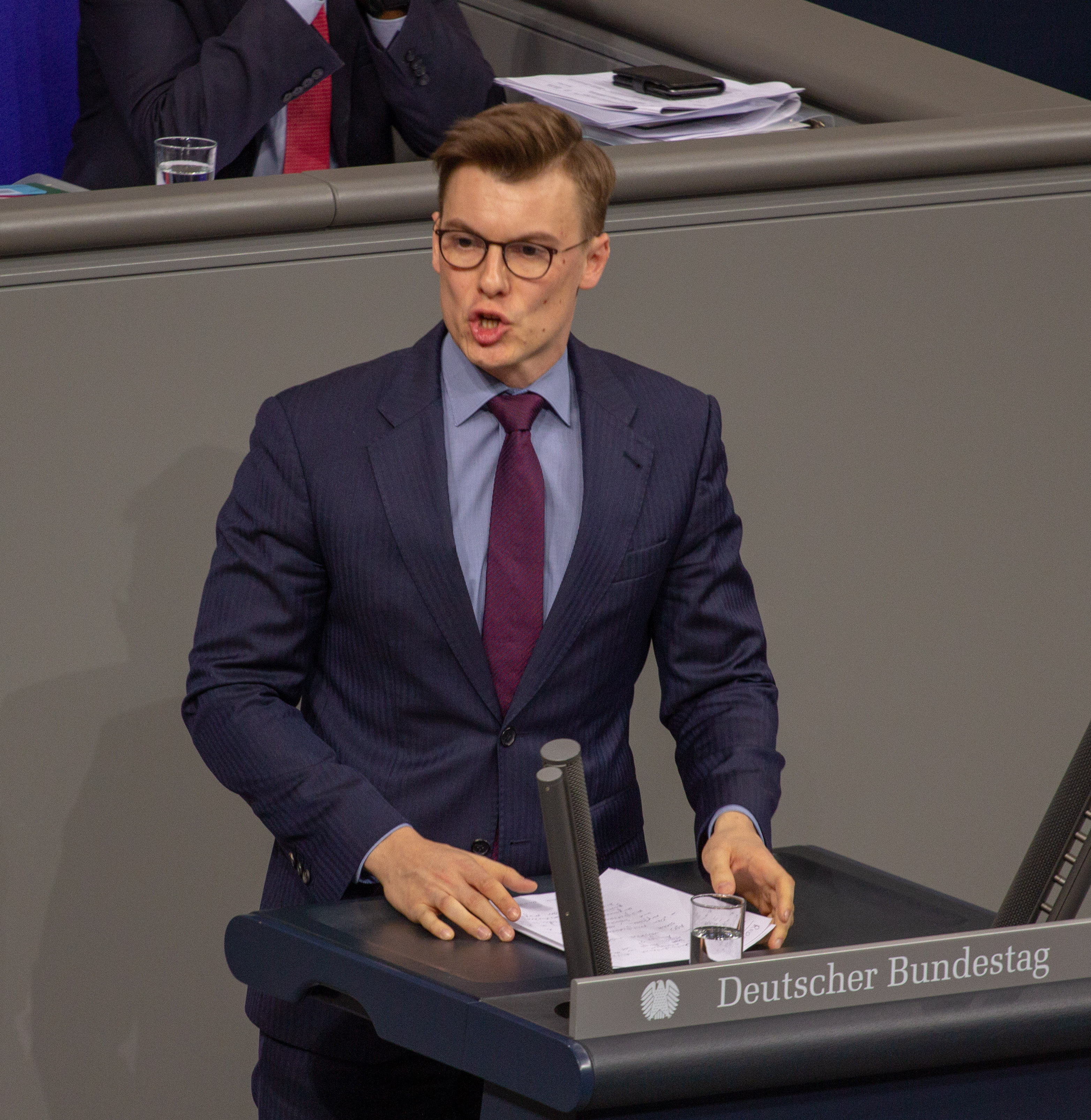
Kai Whittaker im Bundestag (2019)

Bei der Bundestagswahl 2013 gewann Whittaker mit 53,5 Prozent der Erststimmen erstmals das Direktmandat im Bundestagswahlkreis Rastatt. Im 18. Deutschen Bundestag vertrat er die CDU als ordentliches Mitglied im Ausschuss für Arbeit und Soziales sowie als stellvertretendes Mitglied im Finanzausschuss, dem Ausschuss für Bildung, Forschung und Technologiefolgenabschätzung sowie dem Ausschuss Digitale Agenda. Außerdem war er Schriftführer. Weil ein Positionspapier zum Thema Hartz IV unabgesprochen in die Öffentlichkeit geriet, wurde Whittaker 2014 von seiner Fraktion die Zuständigkeit als Berichterstatter für Hartz IV entzogen.
Mit 44,1 Prozent der Erststimmen bei der Bundestagswahl 2017 verteidigte  Whittaker das Direktmandat. Im 19. Deutschen Bundestag gehörte er weiterhin dem Ausschuss für Arbeit und Soziales als ordentliches Mitglied an. Daneben war er Obmann der CDU/CSU-Fraktion im Parlamentarischen Beirat für nachhaltige Entwicklung und gehörte dem Ausschuss für Arbeit und Soziales an. Als stellvertretendes Mitglied saß Whittaker im Ausschuss Digitale Agenda und im Ausschuss für Verkehr und digitale Infrastruktur.
Bei der Bundestagswahl 2021 erhielt er mit 33,2 Prozent der Erststimmen erneut das Direktmandat in seinem Wahlkreis. In der 20. Wahlperiode war er weiterhin ordentliches Mitglied im Ausschuss für Arbeit und Soziales.
Whittaker zog bei der Bundestagswahl 2025 mit 39,81 Prozent der Erststimmen seines Wahlkreises erneut als direkt gewählter Abgeordneter in den Bundestag ein. Dort bleibt ordentliches Mitglied im Ausschuss für Arbeit und Soziales und sitzt zusätzlich im Ausschuss für die Angelegenheiten der Europäischen Union. Im Auswärtigen Ausschuss ist er stellvertretendes Mitglied.

## Politische Positionen

### Nachhaltigkeit
Whittaker setzt sich innerhalb seiner Fraktion für einen umfassenden Nachhaltigkeitsbegriff ein, der soziale, ökonomische und ökologische Aspekte vereint. Ferner war er 2021 federführend an der Forderung von zahlreichen Union-Abgeordneten nach einer „Grünen Null“ beteiligt, die ein marktwirtschaftliches Instrument zur Reduzierung des CO2-Ausstoßes hin zur Klimaneutralität darstellen soll und langfristig die größte Abgabenentlastung seit Jahren wäre.

### Rentenpolitik
Whittaker spricht sich für die Einführung einer kapitalgedeckten Rentensäule aus, wozu er ebenfalls in dem von Thomas Heilmann und Nadine Schön herausgegebenen Buch Neustaat Mit-Autor war. Im Lichte der Bundestagswahl 2021 hat Whittaker die Einführung eines Kinder-Rentengeldes gefordert, bei dem der Staat pro neugeborenem Kind, das in Deutschland Rentenansprüche erlangen wird, 4000 Euro in einem Staatsfonds anlegt, der zum Renteneintritt die bestehenden Rentenansprüche aus umlagefinanzierter Rente und betrieblicher und privater Altersvorsorge ergänzt. Dies soll zur Stabilisierung der Rente, zur Bekämpfung von Altersarmut und Teilhabe an der steigenden Vermögensentwicklung beitragen.

### Digitale Staatsreform
Mehrfach hat sich Whittaker für eine Digital-Reform der öffentlichen Verwaltung ausgesprochen. Dabei fordert er die Schaffung einer dezentralen digitalen Infrastruktur, die den sicheren Datenaustausch zwischen Behörden ermöglicht und digitale Serviceangebote für Bürger schafft.

### Sozialpolitik
Whitaker fordert die Beibehaltung der möglichen Sanktionen bei Hartz IV. Ansonsten werde die Minderheit von Sozialhilfeempfängern bevorzugt, welche sich nicht an Gesetze halten wolle. Leistung müsse sich lohnen.

## Kontroverse
Im Juni 2020 nahm Whittaker an einer „Black Lives Matter“-Demonstration in Berlin teil. Aufgrund der damals geltenden Corona-Infektionsschutzmaßnahmen wurde seine Teilnahme von der Jungen Union Rastatt kritisiert, die in einer öffentlichen Stellungnahme seinen Rücktritt forderte. Whittaker erklärte daraufhin, er habe ein Zeichen gegen Rassismus setzen wollen, bedauerte aber, dass bei der Veranstaltung Abstandsregelungen teilweise nicht eingehalten wurden. Er betonte, durchgehend eine Mund-Nasen-Bedeckung getragen und die Demonstration aufgrund der stark steigenden Teilnehmerzahlen vorzeitig verlassen zu haben. Die CDU Rastatt stellte sich in der Folge hinter Whittaker. Die Junge Union Rastatt zog ihre Rücktrittsforderung zurück und entschuldigte sich öffentlich.

## Mitgliedschaften
Whittaker ist Schatzmeister im Partnerschaftsverein Baden-Baden.